# この素晴らしき世界 (テレビドラマ)
『この素晴らしき世界』（このすばらしきせかい）は、2023年7月20日から9月14日まで、フジテレビ系列「木曜劇場」枠にて放送されたテレビドラマ。主演は若村麻由美。
平凡な生活を送る主婦が、ひょんなことから芸能界で活躍する大女優になりすましながら二重生活を強いられる「なりすましコメディー」。
当初、主演には鈴木京香が正式発表されていたが、放送開始前の5月11日に体調不良による降板を発表。同月18日、新たに若村が主演を務めることが発表された。この影響で当初の予定よりも話数が削減されることになった。
2023年9月21日22時から、本編最終回から1年後のストーリーを描く特別編を放送。
本作で脚本を務める烏丸マル太は、プロデューサーの鈴木吉弘の変名である。

## キャスト

### 主要人物
浜岡妙子（はまおか たえこ）〈52〉
演 - 若村麻由美
平凡な主婦。顔から声まで瓜二つの大女優・若菜絹代の身代わりを頼まれる。
スマホに送信してきた謎の人物「Mr.Summer Time」に若菜のふりをすることを相談する。
スーパーのパートをする前は介護関係の仕事をしていた。
若菜絹代（わかな きぬよ）〈52〉
演 - 若村麻由美（二役）
大女優。反社の男性との交際スキャンダルを週刊誌に報道され、スペインへ失踪。
しかし自分の替え玉を演じる妙子の存在に気づき、帰国する。

### 若菜の関係者
水田夏雄（みずた なつお）〈55〉
演 - 沢村一樹
若菜の夫。大女優と結婚した元は売れない俳優でカメラマン。結婚後は若菜のひも状態。
若菜とは國東の命令で結婚したが、彼女のことを愛するようになる。
若菜が本当に愛していたのは刃月であるが、自分は若菜を愛し、その若菜が愛している刃月も愛することができると、刃月に告げる。

### プロダクション曼珠沙華
若菜が所属する事務所。
比嘉莉湖（ひが りこ）〈46〉
演 - 木村佳乃
二代目社長。創業者の娘。事務所の存続のため、妙子に若菜の身代わりを依頼する。
家事全般、特に料理ができないため、妙子に孫のノブの食事の準備や家事代行も依頼する。
西條隼人（さいじょう はやと）〈31〉
演 - 時任勇気
若菜のチーフマネージャー。妙子に300万円の報酬で、若菜の身代わりを依頼する。
室井セシル（むろい セシル） / 氷室カズコ（ひむろ カズコ）〈27〉
演 - 円井わん
若菜のマネージャー。若菜を「悪魔」と言い切る。妙子の二重生活をフォローする。
安原から新会社のメンバーに引き取らることで懐柔されており、詩乃が沖野島から奪い取った薬物の入った証拠のカバンを回収する。
実は沖野島の薬物事件で亡くなった女性タレント・氷室ミツコの妹で、安原たちに近づくため寝返ったふりをしていた。
また、二人いた「Mr.Summer Time」の正体のひとりであった。
沖野島への復讐を果たし姉の墓前に報告した際、かつて妙子が介護の仕事をしてた時の同僚・氷室トシヨの娘・氷室カズコと明かす。
桐山（きりやま）
演 - 菅原大吉
専務。
安原光顕（やすはら みつあき）〈63〉
演 - 西村まさ彦
副社長。若菜が意識不明とうそをつき、妙子に引き続き身代わりを依頼するが、素人の彼女に務まるか不安視する。
櫻井佳音の件で示談金、訴訟費用、負債で曼珠沙華が潰れることを見越し、國東に認めてもらった新会社を設立し、曼珠沙華の所属タレントと従業員を移籍させ、莉湖と妙子が沖野島の薬物使用の揉み消しを暴こうとすることに幕引きを図ろうとする。

### 浜岡家
浜岡陽一（はまおか よういち）〈57〉
演 - マキタスポーツ
妙子の夫。家事は妙子任せで、彼女には女性としても妻としても無関心。
「築地堂印刷」に勤務し、若手モンスター社員である園田の扱いに苦戦中。
妙子の浮気を疑っていたが、若菜の替え玉を演じていることを正直に明かされ、沖野島の不祥事暴露に動く妙子たちに協力する。
浜岡あきら（はまおか あきら）〈24〉
演 - 中川大輔
妙子の1人息子。社会人1年目ながら会社には出社せず時間を持て余す。
詩乃（健太郎）とは高校の同級生だった。
蛍とともにアプリの個人情報を使った芸能事務所紹介容疑の詐欺で警察に連行されるが、自分たちも被害者であることを説明し、罪を免れる。

### ラビットマート
妙子が働くパート先。
育田詩乃（いくた ふみの） / 育田健太郎（いくた けんたろう）〈24〉
演 - 平祐奈
鍼灸の専門学校に通う、やる気のない新人パート。あきらの知人。性同一性障害で、元男性。
妙子が夏雄と不倫していると勘繰り、口止め料を脅し取ろうと証拠集めで尾行する過程で、彼女が若菜を演じていることを知る。
妙子があきらの母親と知り、自分と同じく人に言えない秘密を抱えていることに同情し、秘密の暴露をやめる。
浅野真由美（あさの まゆみ ）〈57〉
演 - 猫背椿
パート。離婚を画策しており、妙子に離婚資金には300万円は必要と教える。
最終話では妙子が入手した浅野弁護士の不倫の証拠写真を渡され、夫と離婚している

### その他
蒼井蛍（あおい ほたる）〈21〉
演 - 永瀬莉子
あきらと出会う学生起業家。「ツナゲール」社長。ITの天才。
妙子に協力し、安原が沖野島の悪事を隠蔽していたことを事務所で桐山専務に吐露していた盗撮動画をネットで配信する。
大木戸らん（おおきど らん）〈45〉
演 - 谷田部俊（我が家）
妙子（若菜）の専属メイク。
浅野俊徳（あさの としのり）〈57〉
演 - 佐戸井けん太
弁護士。真由美の夫。
櫻井佳音の過重労働問題で労働基準局への申告を検討していると、プロダクション曼珠沙華へ通告、その後、示談金2億円を要求する。
若菜の替え玉である妙子の正体をばらすと脅し、示談交渉に協力させようよとするが、妙子から自身と不倫相手との密会写真との交換取引を持ち掛けられ動きを止められる。
莉湖と妙子が沖野島の薬物使用の揉み消しを暴こうとすることに協力を求められ、それに応じる。
沖野島の悪事が明るみにでて断罪されると、曼珠沙華の顧問弁護士に就任する。
國東統次郎（くにさき とうじろう）
演 - 堺正章（第3話 - ）
芸能界のドン。「怪物」と呼ばれる映画監督。電動車イスで移動する。
刃月恭介（はづき きょうすけ）
演 - 椎名桔平（第8話、友情出演）
暴力団幹部。妙子に助言する謎の人物「Mr.Summer Time」の正体のひとり。
若かりしころ若菜と恋仲にあったが、反社の人間であったことから國東によりその仲を引き裂かれていた。
余命宣告をうけており、未練の残る若菜と接触を図った際に密会写真を撮られてしまう。
自分と同じく、水田が若菜を愛してくれていることを知り安堵し、自分の死後も若菜の傍にいてやって欲しいと頼む。

### ゲスト

#### 第1話
司会
演 - 安宅晃樹（フジテレビアナウンサー）
若菜（妙子）が不倫を謝罪する記者会見の司会者。
田中飛鳥（たなか あすか）
演 - 田中沙百合
若菜（妙子）の記者会見が行われたホテルのスタッフ。落とし物を指摘する。
記者
演 - 山本啓之
若菜（妙子）の記者会見に出席した「東洋ニッカン」の記者。
記者
演 - 日向藍子
若菜（妙子）の記者会見に出席した記者。不倫相手が反社と知らなかったのは無理があるのではと質問する。
会長
演 - 桜木健一（第2話）
若菜が出演するCMスポンサー企業の会長。

#### 第2話
比嘉信男
演 - 須山結斗（第3話 - 第6話・最終話・特別編）
莉湖の孫。幼いころに両親が離婚しているが、父・貴一郎がかき氷を作ってくれたことを覚えていた。
比嘉亜美〈24〉
演 - 尾碕真花（第6話・最終話）
莉湖の娘。育児放棄して莉湖に信男を迎えに行くよう電話するが、その間、離婚した元夫・貴一郎が重い病状のため彼の身の回りの世話をしていた。
祖母（莉湖の母）に子育てされ、普段の生活での思い出がないことから、莉湖を母親と思っていなかったが、莉湖が節目で思い出を写真に納めていたことを妙子に教えられ、不器用ながらもちゃんと自分のことを見てくれていたと考えを改める。
櫻井佳音
演 - 葉月ひとみ（第5話・第6話回想・第7話 - 最終話）
プロダクション曼珠沙華の社員スタッフ。過重労働を原因に自殺未遂を起こす。
沖野島のセクハラの件と別に、6年前のドラッグパーティーの死亡事故の揉み消しに曼珠沙華が関与していたことに失望していた。
園田
演 - 犬飼貴丈（第5話・第7話・最終話）
築地堂印刷での陽一の部下。若手モンスター社員。
喫茶店の客、ウェイトレス、通行人
演 - 飯山さな、森谷菜緒子、結城陽葵
喫茶店で夏雄と会う妙子の顔をジロジロ見つめる。
比嘉義太夫
演 - 藤波辰爾（写真出演）
プロダクション曼珠沙華の創業社長。故人。比嘉莉湖の父親。
若手俳優
演 - 壁島結華（STU48）（第3話）
プロダクション曼珠沙華の若手俳優。事務所でレッスンをうける。
女性
演 - 加藤才紀子（第3話）
帝都テレビの正面玄関から出てくる若菜（妙子）に突進して、水風船を投げつける。明星涼介のファンで、ドラマで若菜が彼に平手打ちしたことで逆恨みしていた。
梨田公子
演 - 武裕美
帝都テレビのレポーター。若菜（妙子）が不倫を謝罪する記者会見をレポートする。

#### 第3話
明星涼介
演 - 永島龍之介（第2話）
俳優。ドラマ『ICU 集中治療室』の芝居で、若菜に平手打ちされている。
スタッフ
演 - 羽村純子
ノブ（信男）が通う保育園のスタッフ。
七瀬ほのか（ななせ ほのか）〈17〉
演 - 足川結珠（第4話・第5話・第8話・最終話）
情報番組『MCミツルの新発見』の出演者。若菜（妙子）の楽屋にクッキーを持って挨拶に訪れる。
若菜（妙子）に相談を持ち掛ける手紙を忍ばせており、彼女に脳梗塞と気付かれる。
中澤
演 - 坂田直貴（第4話・第5話回想）
七瀬ほのかの事務所「キャロルプロダクション」の社長。ほのかを脳梗塞と気づいた若菜（妙子）に謝礼品を持ち「曼珠沙華」を訪れる。
6年前、所属タレント3人がドラックパーティを開き1名が亡くなった事務所に勤めており、早めに関係を切るよう西條に警戒される。
ミツル
演 - 遊佐亮介
『MCミツルの新発見』の司会者。
AD
演 - もべたいら（第8話・最終話）
『MCミツルの新発見』のAD。収録中に寝落ちしていたところをカメラマンに蹴り飛ばされる。
スタッフ
演 - 比佐廉（第4話）
ノブ（信男）が通う保育園のスタッフ。莉湖に家庭調査票の書き直しと、受託証明書の今日中の提出をお願いする。
ウェイター長
演 - 高杉亘（最終話）
國東が待ち構える高級レストランのウェイター長。若菜（妙子）がコーヒーに砂糖を入れたことを怪しむ。
ウェイター
演 - 猪征大
高級レストランのウェイター。
氷室トシヨ
演 - 田山由起（最終話回想）
妙子が介護の仕事をしていた時の同僚。氷室ミツコ・室井セシル姉妹の母親であった。
情報番組の出演者
演 - 中脇樹人
『MCミツルの新発見』の和服姿の出演者。
松山
演 - 寿里
『MCミツルの新発見』のプロデューサー。若菜（妙子）から七瀬ほのかが脳梗塞と訴えられ、休憩を入れる。
小石川一隆
演 - 三浦圭祐（第4話 - 第6話・最終話）
「曼殊沙華」のスタッフ。櫻井佳音の上司。
水森涼太
演 - 近藤雄介
『MCミツルの新発見』の出演者。

#### 第4話
育田ミサ
演 - 山口詩史（最終話）
詩乃の母親。詩乃に健太郎と呼びかける。
育田
演 - 長谷川公彦（最終話）
詩乃の父親。性同一性障害で女性として生きる健太郎（詩乃）が亡くなったものとし、彼が男性として生活していたころの写真を居間に飾っている。
衣笠
演 - 比佐廉（第3話）
ラビットマートの詩乃の同僚。仕事の帰り際に詩乃にゴミ捨てを頼む。ごみ捨てに行った詩乃は妙子と夏雄が駐車場で接触している様子を目撃し、不倫と勘繰る。
客室係
演 - Gustavo J（第5話）
ホテルの客室係。若菜から部屋に加湿器を用意するよう託けられる。
江口晴恵
演 - 八重澤ひとみ（第7話）
「ツナゲール」での蛍のビジネスパートナー。
多岡
演 - 片岡久道
ラビットマートの新人スタッフ。詩乃に好意を抱き駐車場で物陰から見つめ、気付かれると物陰に隠れる。
夜道で詩乃をストーキングし襲い掛かろうとするが、偶然その場を通りかかったあきらに撃退される。
木村久之
演 - 二條正士（第6話・第7話回想）
「ツナゲール」での蛍のビジネスパートナー。蛍の作ったマッチングアプリの登録者個人情報にアクセスし、タレント志望の人を芸能事務所に紹介する仕事をあきらに依頼する。
しかし、新人募集などしておらず、セミナー料金50万円を騙し取っていた。
小林
演 - 鎌田将司
「ツナゲール」での蛍のビジネスパートナー。
女性
演 - 鈴木奈津子、響野夏子
テレビ局の前で男性芸能人を出待ちする女性たち。詩乃に車から降りてきた女性は若菜絹代だと教える。

#### 第5話
内藤祥子
演 - 周本絵梨香（最終話）
「曼殊沙華」のスタッフ。櫻井佳音の同期。セシルを介した莉湖の聞き取りに、佳音がテレビディレクターの沖野島からのセクハラに悩んでいたことを明かす。春の花見の飲み会で、セクハラの件を佳音は莉湖に相談していたはずだと言う。
沖野島紀明
演 - 吉田宗洋（第6話回想・第7話・第8話回想・最終話）
帝都テレビのディレクター。櫻井佳音にセクハラを働いていた。
6年前、ホテルで開かれたドラッグパーティーで参加した女性タレントにドラッグを飲ませて死亡させているが、帝都テレビに影響力をもつ父親に揉み消させ、女性タレントが所属していたプロダクションに責任を転嫁している。
研修の講師
演 - 若林秀敏
「築地堂印刷」の管理職研修の講師。アンガーマネージメントで6秒間ルールを陽一たちにレクチャーする。
司会者
演 - 山﨑雄樹（第6話）
沖縄で開催された「JAPAN FILM AWARD 2023」の司会者。
アントニオ・ガルシア
演 - ALFREDO（第4話・第6話・第8話）
映画監督。「JAPAN FILM AWARD 2023」で若菜（妙子）から監督賞を授与される。

#### 第6話
貴一郎
演 - 松村遼
亜美の元夫。信男の実父。重い病状で入院中だが身寄りがいないため、亜美から身の回りを世話されていた。
妙子に後押しされた莉湖が信男を病室に連れてきたことで再会するが、ほどなくして息を引き取る。
五十嵐
演 - 吉田英成
マッチングアプリでタレントを志望していた男性。「佐藤としお」の偽名を騙ったあきらから、「曼珠沙華」を紹介される。
女性
声 - 小室有紀（第8話）
ラビットマートのスタッフ。陽一からの電話を受け、元同僚と妙子から説明を受けた水田という男は、店には10年はいないはずだと教える。
ドラマの出演俳優
声 - 中野晴仁（第2話）、比嘉秀海（第2話・第8話）
浜岡家のリビングのテレビで流れている帝都テレビのテレビドラマ「警察犬探偵 犬井モン太郎」に出演する俳優。

#### 第7話
後藤
演 - 富田健太郎（第8話回想・最終話）
帝都テレビのスタッフ。沖野島の部下。
菅沼
演 - 板倉佳司
築地堂印刷の取引先の社長。シニアスタッフが商談時に園田から叱責され出社しなくなったことから、彼の商談時の問題のある発言をICレコーダーに録音しインターネットで公開しようと考えていた。しかし陽一が園田の非礼を謝罪し、担当から外し指導すると対応したことから、公開を止めると告げる。園田には、大人をなめず学んでしっかりと生きるようにと助言する。
沖野島晃三
演 -
沖野島の父親。帝都テレビに影響力を持つ、オキノトラベルの会長。
6年前、親友である莉湖の父・義太夫に働きかけ、國東に動いてもらい、ドラッグパーティーでの女性タレント死亡事件に息子が関与していたことを揉み消している。
女性
演 - 木口亜矢
浅野弁護士の不倫相手。密会現場を水田に隠し撮りされる。
氷室ミツコ
演 - 丸りおな（第8話・最終話回想）
沖野島のドラッグパーティーで薬物の過剰摂取で亡くなったアイドルグループ、チェシャーキャッツのメンバー。室井セシル（氷室カズコ）の姉。氷室トシヨの娘。
女性タレント
演 - 美輪咲月（第8話回想）、渡邊美華（第8話回想）、麻倉瑞季（第8話回想）、永瀬ひな（第8話回想）、早希、橋本優
6年前、死亡事件が発生したホテルで開かれたドラッグパーティーに参加していた女性タレントたち。
近藤
演 - 加瀬信行
警視庁大平署の刑事。あきらから木村の詐欺について聴取するため、マンションに現れ任意同行する。
ココア
演 - 未来
誕生日を沖野島たちに居酒屋で祝われる女性タレント。
係員
演 - 真下有紀
警視庁大平署の職員。あきらについては何も申し上げることができないと、署に駆け付けた妙子に告げる。
城之内
演 - 柚来しいな（写真出演・最終話）
ときわ銀行のイメージキャラクターを務める、曼珠沙華の所属タレント。

#### 第8話
グリフ
演 - 久保山知洋（最終話）
ネットを介した暴露を生業とする動画配信者。テレビ局員（沖野島）の不祥事を暴露すればバズると水田たちから持ちかかられ、彼らの要請に応える返事をする。
しかし、曼殊沙華の副社長・安原と内通しており、沖野島の不祥事の暴露に莉湖たちが動いていることをリークし、安原の指示で若菜（妙子）が生出演する帝都テレビの情報番組の出演時間中に、彼女を楽屋に閉じ込めることに協力する。しかし妙子たちにそのことは織り込み済みで、逆に部屋に監禁される。
堂道
演 - ふるごおり雅浩（最終話）
帝都テレビの専務。國東と安原からテレビ番組に本物の若菜を出演させ、妙子が替え玉を演じていることを告発させ、沖野島の不祥事の暴露を阻止する協力を要請される。
大牟田茂（おおむた しげる）
演 - 山沖純（最終話）
帝都テレビの日曜よる6時の情報番組「TTプラスワン」の司会者。帝都テレビだけのスクープとして、若菜本人に密会スクープと謝罪会見の裏側を語ってもらうとアナウンスする。
AP、テレビカメラマン、AD
演 - 下垣真香（最終話）、佐藤文吾（第3話・最終話）、しおつかけいいちろう（最終話）
若菜が出演する情報番組「TTプラスワン」のスタッフ。カメラマンは生放送を止めようとする安原を突き返す。

#### 最終話
プロデューサー、スタッフ
演 - 山王弥須彦、堀内充治
情報番組「TTプラスワン」のスタジオ副調整室のスタッフ。放送中止を要求する安原に「放送と同じものがすでに同時配信されており、今止めたら大問題になる」と放送を続行する。
直人、さゆり
演 - 西田稜海、吉田あかり
スマホで七瀬ほのかの生配信を見るカップル。
曼殊沙華スタッフ
演 - 持田優奈
比嘉莉湖の話を神妙な表情で聞く。

## スタッフ
- 脚本 - 烏丸マル太[1][6]
- 音楽 - 村松崇継[1]
- 主題歌 - 小田和正「what's your message ?」（ソニー・ミュージックレーベルズ）[1]
- 法律監修 - 植田仰生（レイ法律事務所）[68]
- 警察監修 - 古谷謙一[69]
- 演出 - 平野眞、山内大典[1]
- プロデュース - 鈴木吉弘、水野綾子[1]
- 制作 - フジテレビ
- 制作著作 - 共同テレビ

## 放送日程
| 各話                                                                        | 放送日  | サブタイトル                     | 演出     | 視聴率 |
| --------------------------------------------------------------------------- | ------- | -------------------------------- | -------- | ------ |
| 第1話                                                                       | 7月20日 | 主婦×大女優の二重生活はじまる    | 平野眞   | 5.4%   |
| 第2話                                                                       | 7月27日 | 主婦が嘘つきの世界に入っていく!  | 平野眞   | 4.0%   |
| 第3話                                                                       | 8月03日 | バラエティ初出演! 主婦調子に乗る | 山内大典 | 4.3%   |
| 第4話                                                                       | 8月10日 | 主婦妙子その正体を見やぶられる!  | 平野眞   | 3.1%   |
| 第5話                                                                       | 8月17日 | 事務所が訴えられた本当の理由とは | 山内大典 | 3.6%   |
| 第6話                                                                       | 8月24日 | 主婦発見5歳の信男置き去りの秘密  | 山内大典 | 3.7%   |
| 第7話                                                                       | 8月31日 | 主婦は家族をおろそかにしたのか?  | 平野眞   | 3.5%   |
| 第8話                                                                       | 9月07日 | 主婦絶望からの復活!敵と直接対決  | 山内大典 | 3.5%   |
| 最終話                                                                      | 9月14日 | 大女優から最後のメッセージ       | 平野眞   | 3.8%   |
| 平均視聴率 3.9%（視聴率はビデオリサーチ調べ、関東地区・世帯・リアルタイム） |         |                                  |          |        |
| 特別編                                                                      | 9月21日 | 妙子が消えた!今度は家族で隠蔽?   |          | -      |

- 初回は22時 - 23時9分の15分拡大放送。